# Église de l'Exaltation-de-la-Sainte-Croix de Bailly-le-Franc
L'église de l'Exaltation-de-la-Sainte-Croix est une église située à Bailly-le-Franc, en France. C'est une des nombreuses églises à pans de bois du Pays du Der.

## Localisation
L'église est située sur la commune de Bailly-le-Franc, dans le nord-est du département français de l'Aube, dans la région Grand Est.

## Historique
Cette église est construite au XVIe siècle.
L'édifice est inscrit au titre des monuments historiques en 1926.